# Фордланд (Мисури)
Фордланд (енгл. Fordland) град је у америчкој савезној држави Мисури.

## Демографија
По попису из 2010. године број становника је 800, што је 116 (17,0%) становника више него 2000. године.
| Група             | 2000.       | 2010.       |
| Белци             | 651 (95,2%) | 755 (94,4%) |
| Афроамериканци    | 0 (0,0%)    | 3 (0,4%)    |
| Азијати           | 1 (0,1%)    | 1 (0,1%)    |
| Хиспаноамериканци | 11 (1,6%)   | 25 (3,1%)   |
| Укупно            | 684         | 800         |